# Odontotonyx brunneipennis
Odontotonyx brunneipennis är en skalbaggsart som beskrevs av Macleay 1871. Odontotonyx brunneipennis ingår i släktet Odontotonyx och familjen Melolonthidae. Inga underarter finns listade i Catalogue of Life.